# Kip
För andra betydelser, se Kip (olika betydelser).
Nya kip (₭N - Lao kip) är den valuta som används i Laos i Asien. Valutakoden är LAK. 1 kip = 100 at.
Valutan infördes 1945, ersattes kort därpå av den franska Indokinapiastern men återinfördes 1952. Kring 1975 infördes Pathet Lao kip av befrielsefronten som slutligen helt ersatte den Royal kip 1976. Den nuvarande valutan infördes 1979 efter en valutareform, och omvandlingen var 1 LAK = 100 kip.

## Användning
Valutan ges ut av Folkrepublikens Bank of the Lao – BoL som grundades 1954 och har huvudkontor i Vientiane.

## Valörer
- mynt: inga kipmynt
- underenhet: används ej, tidigare at
- sedlar: 1, 5, 10, 20, 50, 100, 500, 1000, 2000, 5000, 10.000, 20.000 50.000 & 100.000 LAK